# Koppin
Koppin est un village du Cameroun situé dans le département du Mezam et la Région du Nord-Ouest. Il fait partie de l'arrondissement (commune) de Bali, précisément au sud de celle ci.

## Population
Lors du recensement national de 2005, 593 personnes y ont été dénombrées.
Des projections plus récentes ont abouti à une estimation de 2 510 personnes pour 2011.

## Éducation
Koppin possède deux écoles primaires publiques nommées G.S Koppin Native et G.S Koppin Fulani, avec une capacité d'accueil d'environ près de 120 et 132 enfants respectivement selon les statistiques de la commune.

## Forêt
Koppin fait partie des localités de la commune qui abritent la forêt dense.